# BBG Herford
O BBG Herford e. V. é um clube de basquetebol baseado em Herford, Renânia do Norte-Vestfália, Alemanha que atualmente disputa a 2.Bundesliga ProA, correspondente à terceira divisão do país. Manda seus jogos no Sporthalle Friedrichs-Gymnasium.

## Histórico de Temporadas
| Temporada | Nível | Liga           | Pos. | Resultado        |
| --------- | ----- | -------------- | ---- | ---------------- |
| 2008-09   | 5     | 2.Regionalliga | 9º   |                  |
| 2009-10   | 5     | 2.Regionalliga | 11º  |                  |
| 2010-11   | 5     | 2.Regionalliga | 5º   |                  |
| 2011-12   | 5     | 2.Regionalliga | 1º   | Promovidocampeão |
| 2012-13   | 4     | Regionalliga   | 9º   |                  |
| 2013-14   | 4     | Regionalliga   | 13º  | Rebaixado        |
| 2014–15   | 5     | 2.Regionalliga | 1º   | Promovidocampeão |
| 2015–16   | 4     | Regionalliga   | 11º  |                  |
| 2016–17   | 4     | Regionalliga   | 11º  |                  |
| 2017-18   | 4     | Regionalliga   | 8º   |                  |
| 2018-19   | 4     | Regionalliga   | 5º   |                  |
| 2019-20   | 4     | Regionalliga   | 2º   |                  |
| 2020-21   | 4     | Regionalliga   | 3º   |                  |
| 2021-22   | 4     | Regionalliga   | 1º   | Promovidocampeão |
| 2022-23   | 3     | ProB           | 12º  |                  |
| 2023-24   | 3     | ProB           | 12º  | Rebaixado        |
| 2024-25   | 4     | Regionalliga   | 7º   |                  |

fonte:eurobasket

## Títulos

### 2.Regionalliga Oeste
- Campeão (2): 2011-12, 2014-15